# تنظيم الدولة الإسلامية - ولاية الحجاز
تنظيم الدولة الإسلامية - ولاية الحجاز هو أحد الأسماء التي استخدمها تنظيم داعش للإشارة إلى فرعه في المنطقة الغربية من المملكة العربية السعودية، وهي منطقة الحجاز التي تضم مكة المكرمة والمدينة المنورة. لمحة عن "ولاية الحجاز" النشأة والهدف: أعلن تنظيم الدولة الإسلامية عن تشكيل عدة "ولايات" خارج العراق والشام في أواخر عام 2014، بما في ذلك "ولاية الحجاز" و"ولاية نجد" في السعودية. كان الهدف من هذه التسميات هو إظهار تمدد "خلافة" التنظيم المزعومة إلى مناطق جديدة، وإثبات وجوده ونفوذه. الارتباط بـ "ولاية الحرمين": في بعض الأحيان، كان التنظيم يشير إلى هذه الفروع في السعودية مجتمعة تحت اسم "ولاية الحرمين"، في إشارة إلى المسجد الحرام في مكة والمسجد النبوي في المدينة المنورة. النشاط المحدود: على عكس فروع أخرى لداعش مثل "ولاية خراسان" في أفغانستان أو "ولاية غرب أفريقيا" في نيجيريا، لم تتمكن "ولاية الحجاز" (أو فروع داعش في السعودية بشكل عام) من السيطرة على أي أراضٍ أو إقامة وجود إقليمي مستمر. اقتصر نشاطها على شن هجمات متفرقة، غالبًا ما تكون ذات طبيعة انتحارية أو تستهدف أماكن حساسة. هجمات بارزة: تبنت "ولاية الحجاز" بعض الهجمات داخل السعودية، مثل تفجير مسجد المشهد في نجران، بينما تبنت "ولاية نجد" هجمات أخرى في مناطق مثل الرياض والمنطقة الشرقية. اعتبارًا من منتصف عام 2025، يُعتبر نشاط هذا الفرع، وأي فروع تابعة لداعش في السعودية، خاملًا إلى حد كبير. نجحت السلطات السعودية في تفكيك العديد من الخلايا التابعة للتنظيم وإحباط مخططاته. على الرغم من إعلان داعش عن هذه "الولايات" في السعودية، إلا أنها لم ترتقِ أبدًا إلى مستوى الفروع النشطة والقوية التي يمتلكها التنظيم في مناطق أخرى من العالم، وظلت تشكل تهديدًا أمنيًا محدودًا مقارنة بقدرة الدولة السعودية على مواجهتها.
في 6 أغسطس/آب 2015، أدى تفجير مسجد أبها الذي نفذه انتحاري إلى مقتل 17 شخصًا في مسجد بمدينة أبها جنوب غرب السعودية.
في 26 أكتوبر/تشرين الأول 2015، قتل انتحاري شخصين وأصاب 26 آخرين في مسجد للشيعة الإسماعيليين بمدينة نجران الجنوبية. وقد منع رجل يبلغ من العمر 95 عامًا الانتحاري، وهو سعودي عاد مؤخرًا من القتال في صفوف داعش في سوريا، من دخول مركز المسجد، مما حدّ من عدد قتلاه.

## عملياته
| العملية                 | التاريخ        | المكان     | القتلى |
| ----------------------- | -------------- | ---------- | ------ |
| تفجير مسجد قوات الطوارئ | 6 أغسطس 2015   | أبها، عسير | 15     |
| تفجير مسجد المشهد       | 26 أكتوبر 2015 | نجران      | 2      |